# Bohusbrigaden
Bohusbrigaden (IB 17) var en infanteribrigad inom svenska armén som verkade i olika former åren 1949–1992. Förbandsledningen var förlagd i Uddevalla garnison i Uddevalla.

## Historik
Genom försvarsbeslutet 1948 beslutades att arméns fältregementen skulle omorganiseras och anta en brigadorganisation. Bohusbrigaden sattes upp åren 1949–1951 vid Bohusläns regemente (I 17) genom att fältregementet Bohusläns regemente (I 17) omorganiserades till brigad. Genom försvarsutredning 1988 kom Bohusbrigaden att upplösas och avvecklas den 30 juni 1992 tillsammans med Bohusläns regemente samt sin systerbrigad, Göteborgsbrigaden.

## Verksamhet
Huvuddelen av brigaden grundutbildades vid Bohusläns regemente (I 17). Brigaden genomgick förbandstyperna IB 49, IB 59, IB 66, IB 66R och IB 66M. Genom försvarsbeslutet 1972 kom brigaden att bli Bohusläns regementes sekundära brigad, detta då den inte upptogs till brigadorganisationen IB 77. 

### Organisation
Brigadens hade nedan organisation, Infanteribrigad 66, där infanteribataljonerna utbildades vid Bohusläns regemente.

- 1x brigadledning
- 1x infanterispaningskompani
- 3x infanteriskyttebataljoner
  - 4x skyttekompanier
  - 1x tungt granatkastarkompani
  - 1x trosskompani
- 1x infanteripansarvärnskompani
- 1x stormkanonkompani
- 1x infanteriluftvärnskompani
- 1x infanterihaubitsbataljon
- 1x infanteriingenjörsbataljon
- 1x infanteriunderhållsbataljon

## Förbandschefer
- 1949–1992: ???

## Namn, beteckning och förläggningsort
| Bohusbrigaden | 1949-10-01 | – | 1992-06-30 |

| IB 17 | 1949-10-01 | – | 1992-06-30 |

| Uddevalla garnison (F) | 1949-10-01 | – | 1992-06-30 |